# Tarlac State University

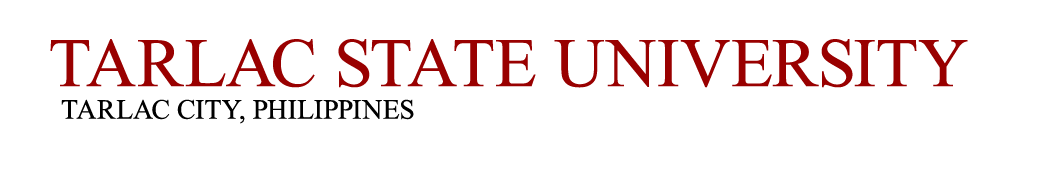
Schriftzug der Tarlac State University

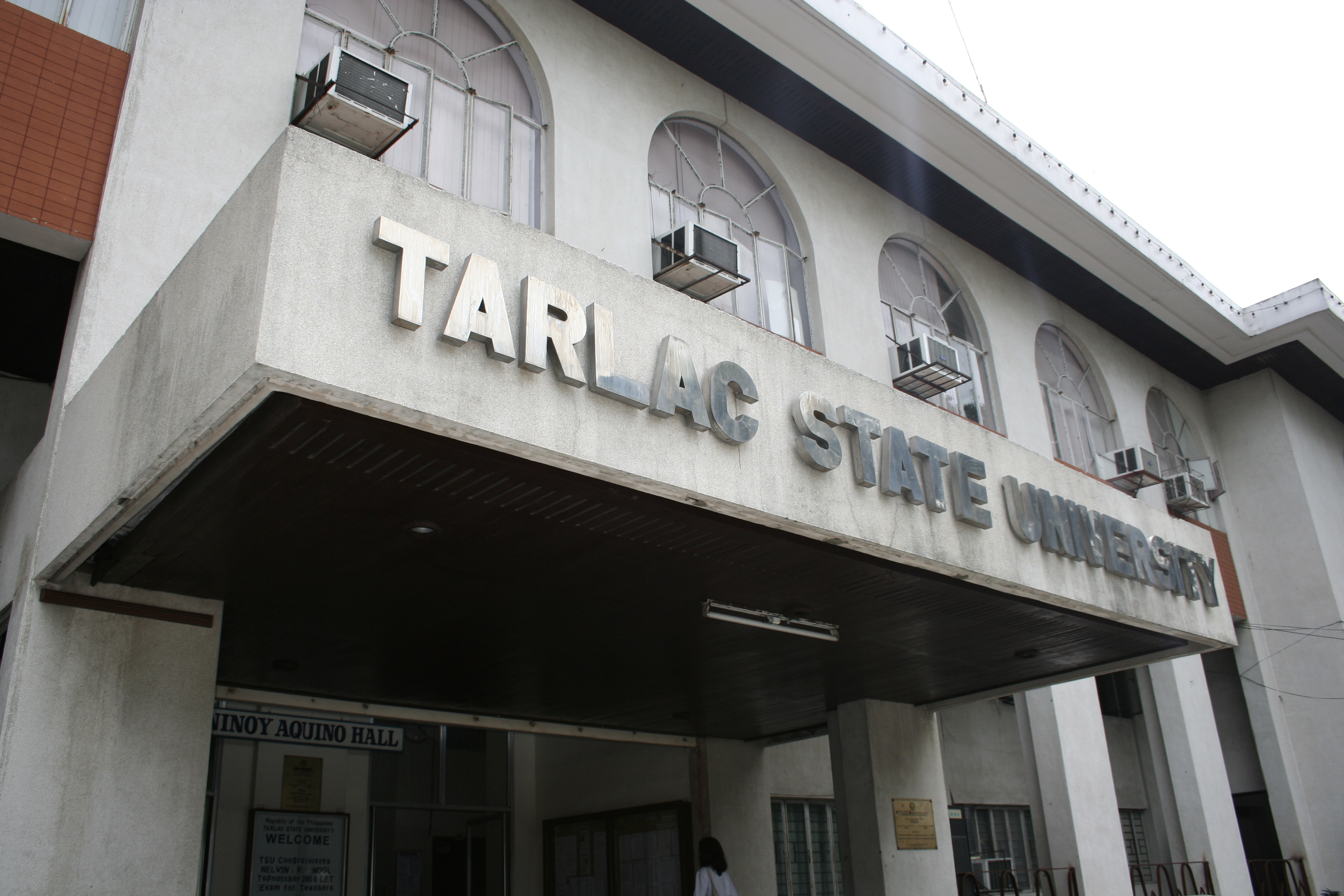
Haupteingang des Maincampus

Die Tarlac State University (TSU) (Filipino:Pambansang Pamantasan ng Tarlac) befindet sich in der Provinz Tarlac auf den Philippinen. Sie ist eine staatliche Universität und gilt als eine bedeutende Bildungseinrichtung in der Verwaltungsregion Central Luzon. Die Universität hat drei Campus, den Lucinda, Main- und San Isdro Campus, alle in der Großstadt Tarlac City angesiedelt. Der Maincampus befindet sich am Romulo Boulevard, Barangay San Vicente. Die Universität hat einen externen Campus in Hongkong, in der Volksrepublik China. 
Die Universität ist Mitglied in der Association of Universities of Asia and the Pacific, der Asia University Federation und der International Association of Universities. Jedes Jahr schreiben sich über 12.000 Studenten in die einzelnen Ausbildungskurse und Seminare der Universität ein. 

## Fakultäten
Die Tarlac State University beherbergt verschiedene Fakultäten, diese sind in Hochschul- und Fachschulbereiche, sowie in der Berufsausbildung in Colleges gegliedert. Dieses sind die College of Business and Accountancy, Arts and Social Sciences, Computer Studies, Engineering, Education, Nursing, Education, Technology, Fine Arts, Architecture, Graduate Studies, Laboratory School, Human Kinetics und Science. Die Tarlac State University - Laboratory High School ist mit der Universität assoziiert.

## Geschichte
Die Geschichte der Universität begann 1906, als die Tarlac Trade School eröffnet wurde. Bis 1931 wurden die Ausbildungsprogramme erweitert, so dass sie mit der Tarlac High School zusammengelegt wurde. Nach dem Zweiten Weltkrieg wurde die Tarlac Trade School wieder von der High School separiert. 1959 entstand auf Initiative der Abgeordneten Constancio Castaneda und Jose Roy die Tarlac Trade School into Tarlac School of Arts and Trades (TSAT). 1965 wurde der Schule der Status eines Colleges verliehen und die Tarlac College of Technology (TCT) entstand. 1974 gab das College seinen landwirtschaftlichen Bereich ab und die Tarlac College of Agriculture in Camiling entstand. Zur selben Zeit entstand die Laboratory High School am Lucinda Campus. Am 13. Oktober 1989 erhielt das Tarlac College of Technology den Status einer Universität verliehen.     